# خبازة سوبوفاتا
خبيزة سوبوفاتا نوع من نباتات مزهرة من عائلة الخبازية موطنها هو غرب ووسط البحر الأبيض المتوسط. كمرادف لها Lavatera maritima فقد حصلت على جائزة الجمعية الملكية البستانية لجائزة الاستحقاق للحدائق. 

## فصائل فرعية
يتم قبول الأنواع الفرعية التالية:
- Malva subovata subsp. ثنائي اللون
- Malva subovata subsp. سوبوفاتا